# هاري شميت (أستاذ جامعي)
هاري شميت (بالألمانية: Harry Schmidt)‏ هو رياضياتي ألماني، ولد في 21 يونيو 1894 في هامبورغ في ألمانيا، وتوفي في 9 سبتمبر 1951 في هاله في ألمانيا.